# Štrampouch
Štrampouch (německy Strampauch, Steinbruch) je vesnice, část obce Žáky v okrese Kutná Hora. Nachází se asi dva kilometry jižně od Žáků. V údolí západně od Štrampouchu protéká Jánský potok. Štrampouch leží v katastrálním území Žáky o výměře 5,66 km².

## Historie
První písemná zmínka o vesnici pochází z roku 1802.

## Pamětihodnosti
- Větrný mlýn u čp. 55

## Fotogalerie

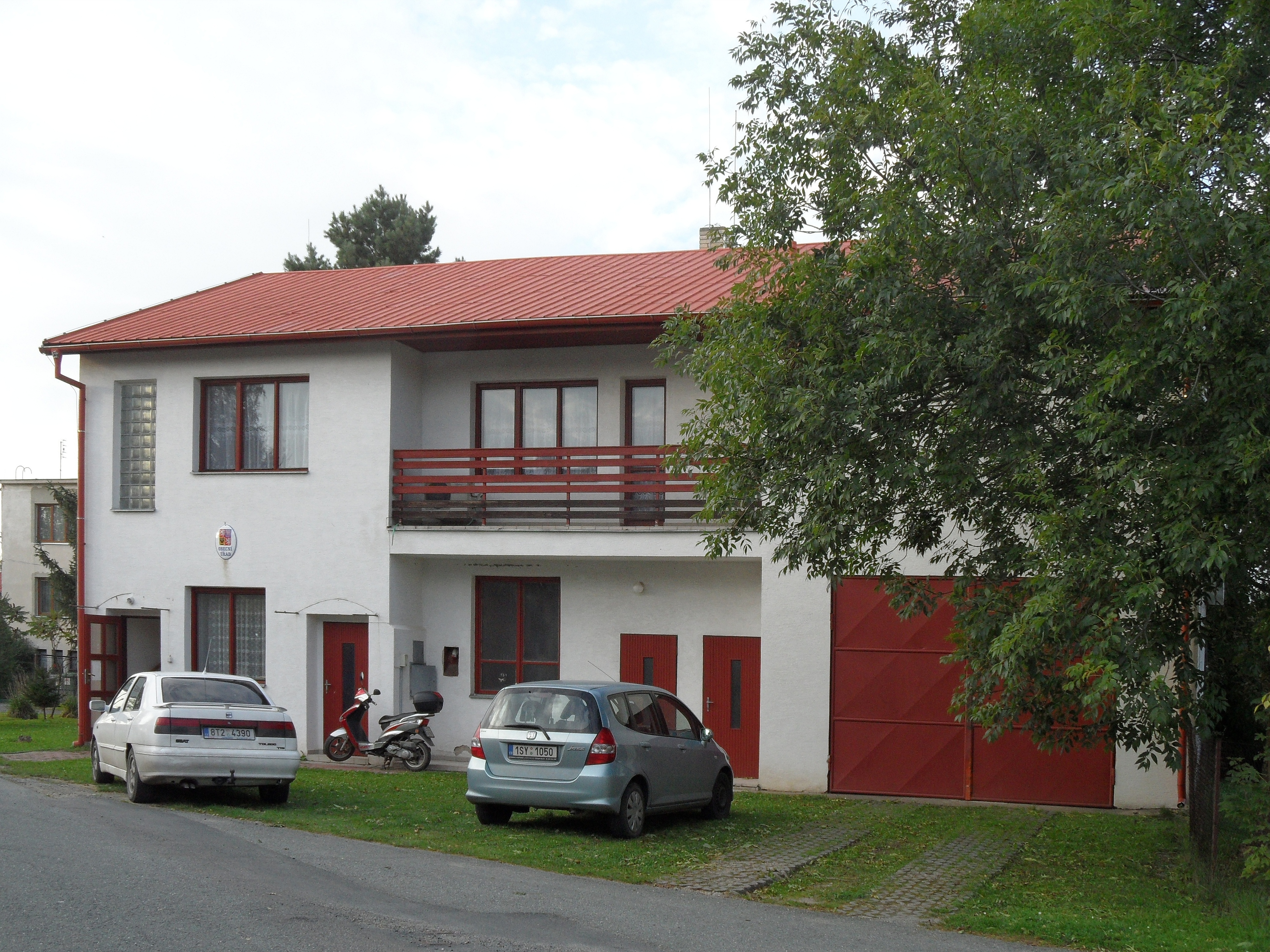
Obecní úřad
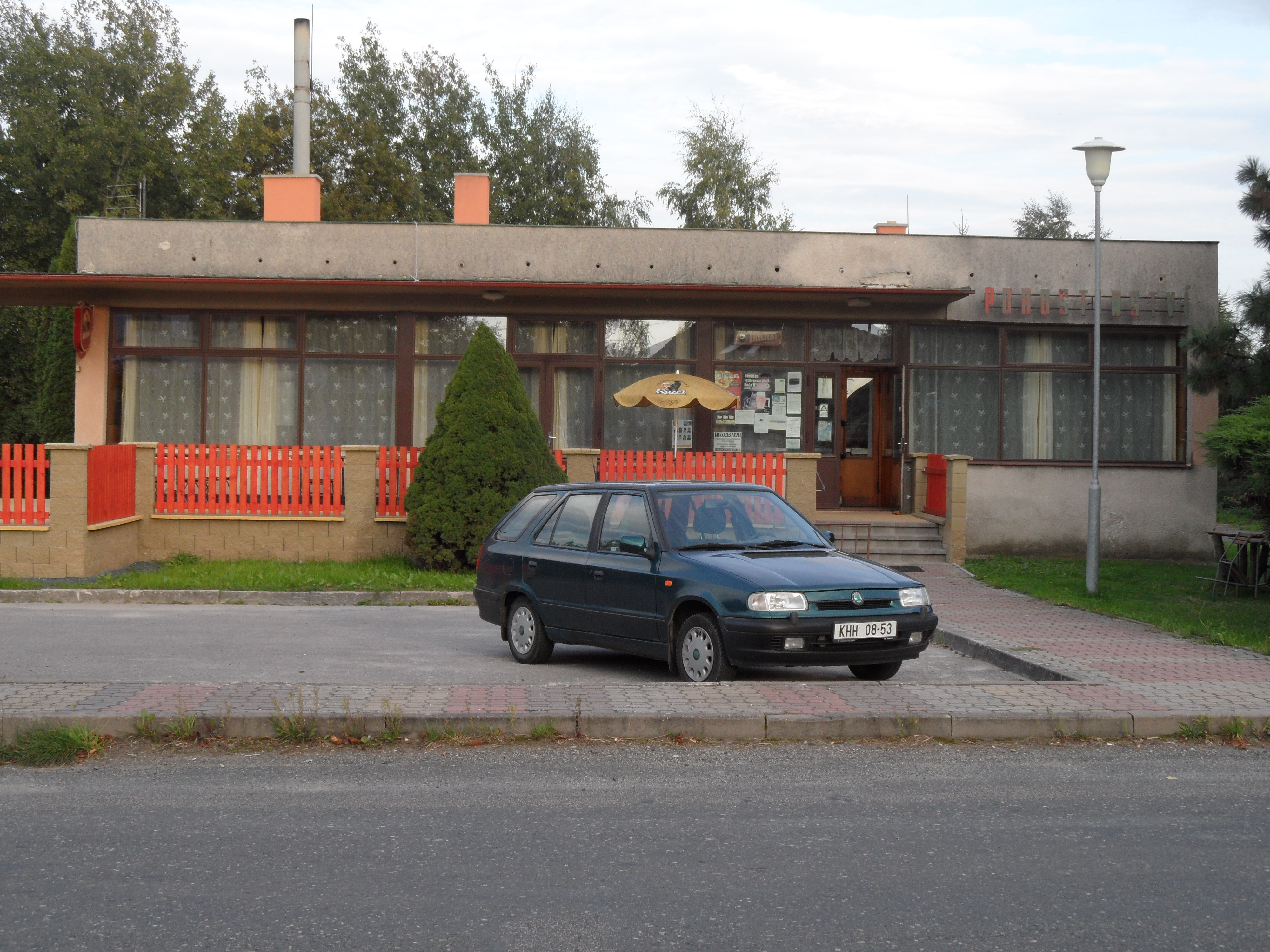
Hostinec
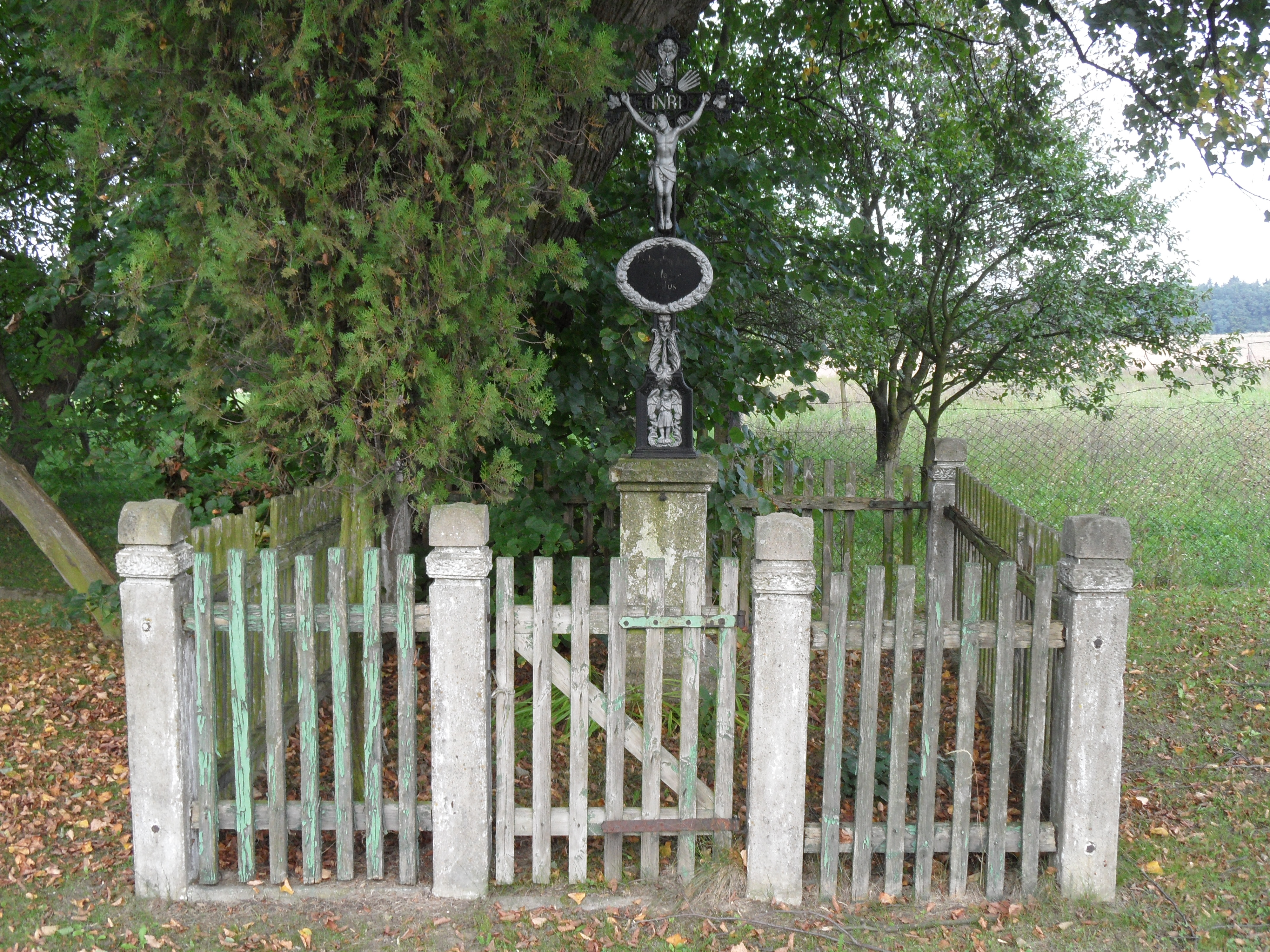
Křížek
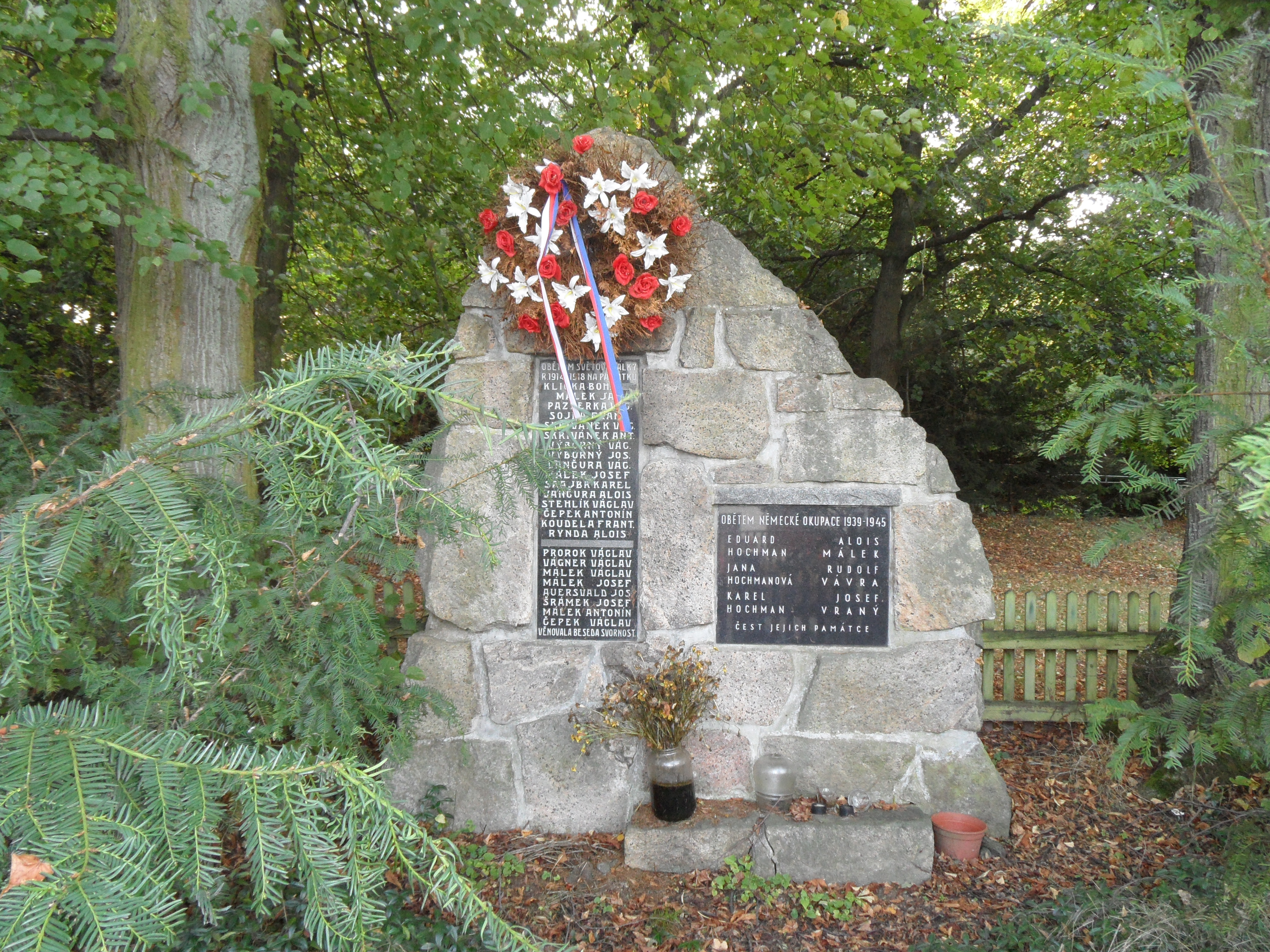
Památník obětem první a druhé světové války